# بيرك يلدز
بيرك يلدز (بالتركية: Berk Yıldız) هو لاعب كرة قدم تركي في مركز الوسط، ولد في 9 يناير 1996 في كوناك (إزمير) في تركيا. شارك مع منتخب تركيا تحت 17 سنة لكرة القدم. أما مع النوادي، فقد لعب مع غلطة سراي ومعمورة العزيز سبور.

## وصلات خارجية
- بيرك يلدز على موقع اتحاد تركيا (لاعب) (الإنجليزية)
- بيرك يلدز على موقع قاعدة بيانات كرة القدم.إي يو (الإنجليزية)
- بيرك يلدز على موقع Soccerway.com (الإنجليزية)
- بيرك يلدز على موقع عالم كرة القدم.نت (الإنجليزية)
- بيرك يلدز على موقع AS.com (الإسبانية)